# Хелле, Хелле
Хелле Хелле, собственно Хелле Ольсен (дат. Helle Helle, 14 декабря 1965, Наксков) — датская писательница.

## Биография
Закончила Копенгагенский университет (1985—1987) и Литературную школу в Копенгагене (1989—1991). В 1990—1995 работала на Датском радио.

## Произведения
- Примеры из жизни / Eksempel på liv (1993, цикл миниатюр)
- Останки / Rester (1996, новеллы)
- Дом и родина / Hus og hjem (1999, роман)
- Машины и животные / Biler og dyr (2000, новеллы)
- Идея беззаботной жизни с одним мужчиной / Forestillingen om et ukompliceret liv med en mand (2002, роман)
- Rødby-Puttgarden (2005, роман, премия Датской критики)
- К чертям собачьим / Ned til hundene (2008, роман)
- Это нужно переписать в настоящем времени / Dette burde skrives i nutid (2011, роман, премия датских книготорговцев Золотой лавровый венок[англ.])
- Если так / Hvis det er (2014, роман)
- они / de (2018, роман)

## Переводы на русский язык
- Воскресенье 15:10 / Пер. Н. Кларк // Иностранная литература. 2015. № 12. С. 79-82.
- Примеры из жизни / Пер. и вступление Н. Кларк // Иностранная литература. 2017. № 3. С. 52-77.

## Признание
Премия Беатрис (2003). Премия П. У. Энквиста (2009). Премия Датского художественного совета за жизненное свершение (2010).